# 16ª Divisione fanteria "Pistoia"
La 16ª Divisione fanteria "Pistoia" fu una grande unità del Regio Esercito durante la seconda guerra mondiale. Si trattava di una divisione di fanteria di linea, successivamente trasformata in autotrasportabile tipo Africa Settentrionale, che venne distrutta in Africa settentrionale nel maggio 1943.

## Storia

### Origini e costituzione dell'unità
Le origini della divisione "Pistoia" risalgono alla brigata di fanteria omonima, che fu costituita il 4 novembre 1859. Nel 1926, in seguito alla riforma dell'esercito (che portò alla costituzione di brigate su tre reggimenti), tale unità assunse la denominazione di XVI Brigata fanteria, con in organico il 35º ed il 36º Reggimento fanteria "Pistoia", oltre che il 66º Reggimento fanteria "Valtellina". In seguito riformata prima come Divisione Militare Territoriale di Bologna e poi nel 1934 come Divisione di fanteria di Fossalta, nel 1939 assume la definitiva designazione, con in organico i due reggimenti originari oltre a uno di artiglieria.

### La seconda guerra mondiale
All'inizio delle ostilità, la divisione venne schierata di riserva sul confine francese. Successivamente, nel gennaio 1941, la Grande Unità iniziò il trasferimento verso la Calabria, dove venne utilizzata per compiti di difesa costiera presso le località di Cosenza, Catanzaro e Reggio Calabria.
In ottobre, la divisione venne ristrutturata come divisione di fanteria autotrasportabile tipo AS, e nel luglio dell'anno successivo fu inviata ad Atene.
Proprio in questo periodo sostituisce il comandante (il generale Guglielmo Negro col generale Giuseppe Falugi) e assume quale comandante della fanteria divisionale il generale di brigata Giovanni D'Antoni (carrista).
A settembre, elementi dell'unità ed il relativo comando vennero trasferiti in Africa settentrionale presso il confine egiziano, con il compito di provvedere alla difesa delle località di Bardia, Sollum ed il passo di Halfaya. Inquadrata nel XXI Corpo d'armata, a partire dal 1º novembre venne duramente attaccata dalle truppe inglesi.
Costretta a ripiegare, agli inizi del 1943 l'unità raggiunse la Tunisia, ed il 4 febbraio si appostò sulle posizioni della linea del Mareth. I complementi dei XVI e CXVI Battaglione "Pistoia" vennero aggregati al Raggruppamento sahariano "Mannerini". Il 6 marzo prese parte alla battaglia di Médenine.
L'operazione Pugilist, il potente attacco britannico sulle difese dell'Asse in Tunisia, costrinse la Pistoia ad abbandonare le sue posizioni ed a ripiegare sulla linea dell'Akarit. In seguito a nuovi attacchi inglesi, la Pistoia ripiegò su Enfidaville il 13 aprile. Dopo aver sostenuto aspri combattimenti ed effettuato alcuni riusciti contrattacchi, in particolare nella zona di Takrouna (dove vi era un importante nodo stradale), la divisione dovette ripiegare nuovamente. Il 13 maggio, tuttavia, la Grande Unità venne travolta dal nemico e cessò ufficialmente di esistere.

## Ordine di battaglia

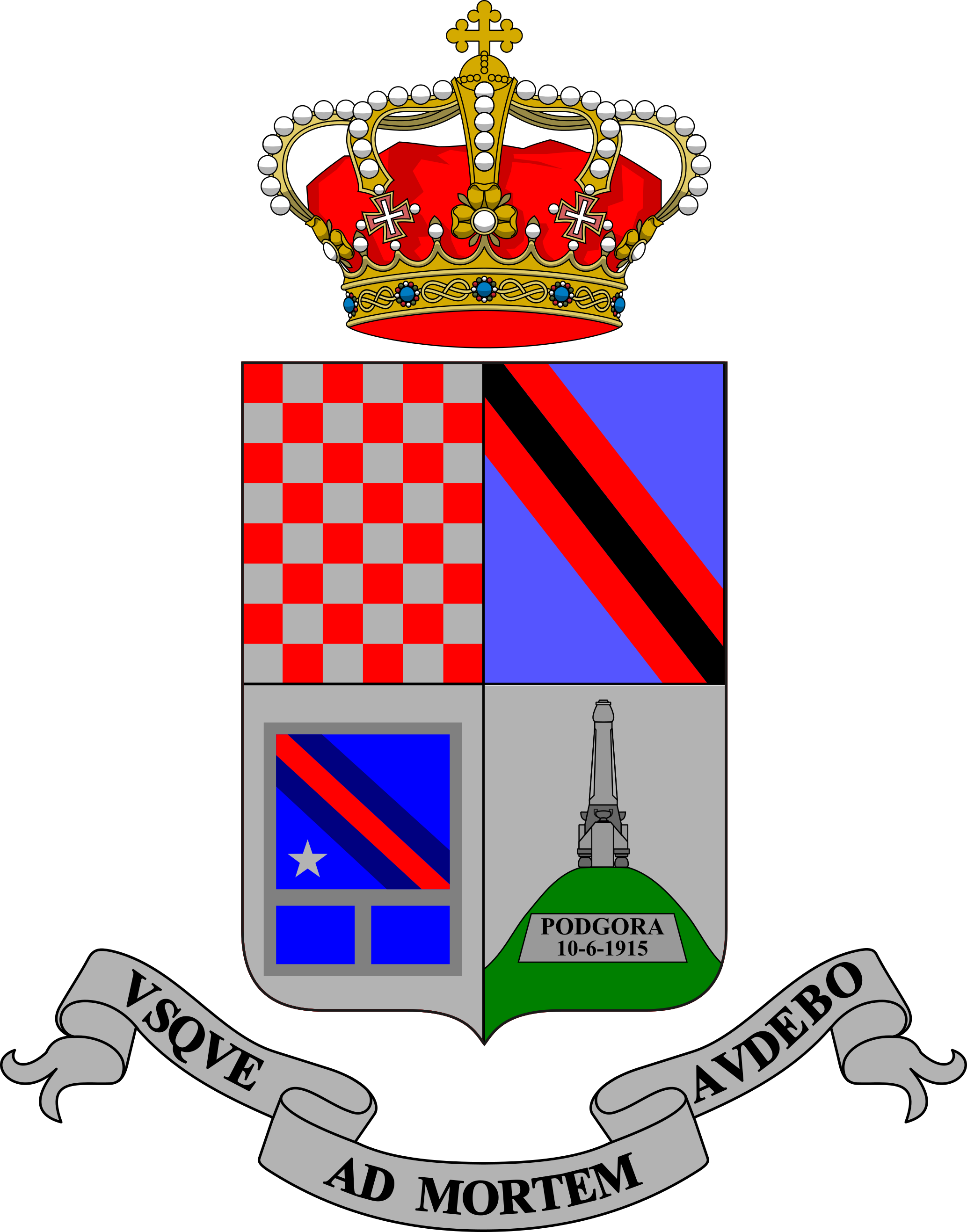
Stemma araldico del 35° Rgt.fanteria "Pistoia", 1939

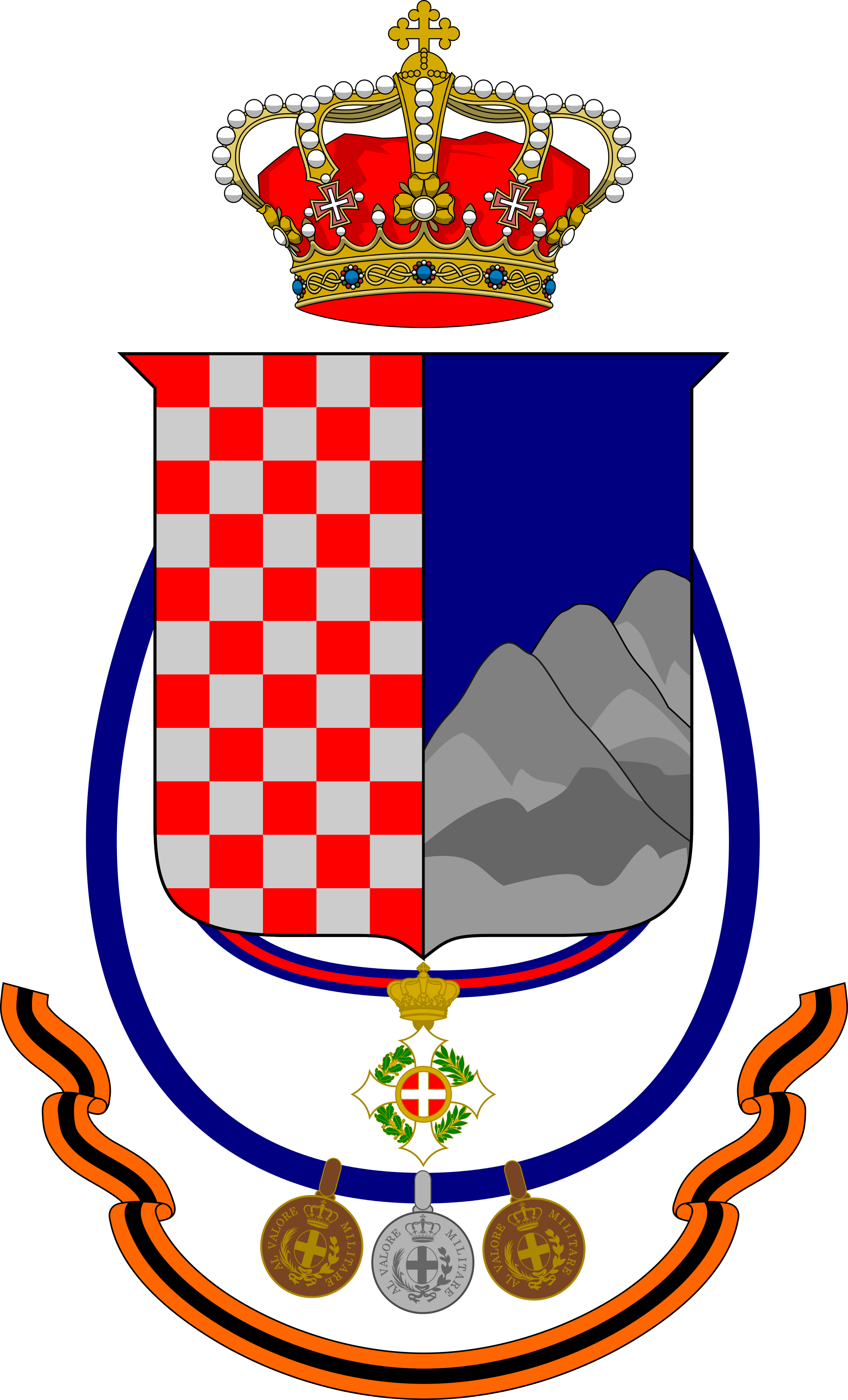
Stemma araldico del 35° Rgt.fanteria "Pistoia", 1940

- - Comando della fanteria divisionale (Gen. B. Giuseppe Falugi dal 1º agosto 1941 al 19 luglio 1942, Gen. B. Giovanni D'Antoni dal 25 luglio 1942 sino al 31 marzo 1943 e Gen. B. Armando De Vincentiis dal 16 aprile 1943)
- 35º Reggimento fanteria "Pistoia"
- 36º Reggimento fanteria "Pistoia"[3]
- battaglione autonomo carristi "Pistoia" (in Tunisia nell'ultima fase, aprile-maggio 1943)
- 3º Reggimento artiglieria "Fossalta"
- 16º Battaglione mortai
- 16ª Compagnia cannoni anticarro
- 51º Battaglione del Genio
- 111ª Sezione di Sanità
- 120ª Sezione di Sussistenza
- 50ª Sezione panettieri
- 210ª Autosezione
- 16ª Batteria da 76/30 della Regia Marina, servita da personale della MILMART

## Comandanti
- Generale di divisione Mario Priore (1º settembre 1939 - 14 luglio 1940);
- Generale di brigata Egidio Levis (15 luglio - 20 novembre 1940);
- Generale di divisione Guglielmo Negro (15 dicembre 1940 - 19 luglio 1942);
- Generale di brigata Giuseppe Falugi (20 luglio 1942 - 13 maggio 1943).